# Pike County, Kentucky
Pike County är ett administrativt område i delstaten Kentucky, USA, med 65 024 invånare. Den administrativa huvudorten (county seat) är Pikeville.  

## Geografi
Enligt United States Census Bureau så har countyt en total area på 2 043 km². 2 040 km² av den arean är land och 3 km² är vatten. 

### Angränsande countyn
- Martin County - norr
- Mingo County, West Virginia - öst
- Buchanan County, Virginia - sydost
- Dickenson County, Virginia & Wise County, Virginia - söder
- Letcher County &  Knott County - sydväst
- Floyd County - väst